# Juanma (football, 1990)
Pour les articles homonymes, voir Juanma.
Juanma, de son nom complet Juan Manuel Delgado Lloria, est un footballeur espagnol né le 17 novembre 1990 à Valence (Espagne). Il évolue au poste d'attaquant au sein du club Avispa Fukuoka.

## Biographie
Juanma dispute 56 matchs en première division grecque, pour 12 buts inscrits, avec les clubs d'Asteras Tripolis et d'AEL Kallonis .
Le 25 juin 2015, il rejoint le club écossais d'Heart of Midlothian.
Le 31 août 2016, il est prêté à l'UCAM Murcia.

## Palmarès
Deportivo Alavés
- Segunda B
  - Champion en 2013